# Trận Chickamauga
Trận Chickamauga, diễn ra vào các ngày 19–20 tháng 9 năm 1863, giữa Binh đoàn Cumberland của thiếu tướng William Rosecrans và Binh đoàn Tennessee của Liên minh miền Nam do tướng Braxton Bragg chỉ huy, là trận sau cùng trong chiến dịch Chickamauga tấn công vùng đông-nam Tennessee và tây-bắc Georgia của phe Liên bang miền Bắc. Chickamauga là trận đánh có con số thương vong cao thứ hai trong toàn cuộc chiến, chỉ đứng sau trận Gettysburg, và là một trong số rất ít trận đánh của cuộc nội chiến mà phe miền Nam có quân số áp đảo so với địch thủ của họ. Đây là thất bại nặng nề nhất của quân miền Bắc tại Mặt trận miền Tây, nhưng cũng được xem là một chiến thắng kiểu Pyrros của quân miền Nam do họ bị thiệt hại rất lớn và không thể mạnh tay truy đuổi quân miền Bắc sau trận chiến. Chiến thắng Chickamauga là thắng lợi quan trọng cuối cùng của quân miền Nam trong suốt cuộc chiến, nhưng bản thân Bragg cũng phàn nàn về cái giá rất đắt của chiến thắng này. Trận đánh đẫm máu này được đặt tên theo con rạch Tây Chickamauga nằm gần chiến trường thuộc vùng tây-bắc Georgia, đổ vào sông Tennessee, cách thành phố Chattanooga 5,6 km về phía đông-bắc.
Sau khi giành thắng lợi trong chiến dịch Tullahoma, Rosecrans liền mở một cuộc tấn công mới nhằm vào lực lượng quân miền Nam ở Chattanooga. Đến đầu tháng 9, Rosecrans đã tập hợp các lực lượng nằm rải rác tại Tennessee và Georgia để đánh bật quân của Bragg ra khỏi Chattanooga chạy về phía nam. Quân miền Bắc đuổi theo và hai bên đã đánh nhau bất phân thắng bại trong trận Davis's Cross Roads. Bragg quyết tâm phải chiếm lại Chattanooga và quyết định sẽ tấn công vào một bộ phận binh đoàn của Rosecrans, đánh bại nó rồi đem quân quay trở lại thành phố. Ngày 17 tháng 9, ông tiến lên phía bắc với dự định tiến đánh quân đoàn XXI đơn độc của đối phương. Trong khi đang hành quân lên phía bắc, ngày 18 tháng 9, kỵ binh và bộ binh của Bragg đã có một trận đụng độ với lực lượng kỵ binh và bộ binh cưỡi ngựa có trang bị súng trường tự động Spencer của miền Bắc.
Trận chiến chính thức bắt đầu vào sáng ngày 19 tháng 9, quân miền Nam tấn công mãnh liệt nhưng bị mất tính bất ngờ do sai lầm của Bragg, và không chọc thủng được tuyến phòng ngự của đối phương. Quân miền Bắc đã đánh cho quân miền Nam thiệt hại nặng. Hôm sau, Bragg tiếp tục công kích. Đến gần trưa, Rosecrans nhận được thông tin sai lạc rằng có một đoạn phòng tuyến đã bị chọc thủng. Trong khi đang điều các đơn vị đi lấp "lỗ hổng" phòng ngự nói trên, Rosecrans đã vô tình tạo ra một lỗ hổng thật sự tại một trận tuyến hẹp nằm ngay trên đường tiến quân của 8 lữ đoàn miền Nam do trung tướng James Longstreet chỉ huy. Cuộc tấn công của Longstreet đã đánh bật một phần ba lực lượng miền Bắc, trong đó có cả bản thân Rosecrans, ra khỏi chiến trường. Nhờ đó, đội quân của Longstreet đã làm nên vinh quang sau khi thất bại trong trận Gettysburg. Quân miền Bắc bị tàn tạ, bắt đầu bỏ chạy một cách nhốn nháo. Tuy nhiên sau đó các đơn vị miền Bắc đã tự động tập hợp lại và lập một tuyến phòng thủ mới tại Horseshoe Ridge, tái lập một cánh quân sườn phải khác cho trận tuyến của thiếu tướng George H. Thomas, người nắm quyền chỉ huy toàn bộ lực lượng còn lại của miền Bắc. Dù quân miền Nam kiên quyết tấn công với nhiều đợt công kích đẫm máu, nhưng Thomas và binh lính của ông vẫn cầm cự được đến chiều tối. Chiến công chặn hậu của Thomas đã khiến ông được ca ngợi là Hòn đá tảng Chickamauga, và ông đã triệt thoái trong trật tự. Trong khi ấy, do đại bại ở Chickamauga, uy tín của Rosecrans giảm sút đáng kể: sự trải dài trận tuyến của ông đã dẫn đến thất bại này. Tàn binh miền Bắc sau đó rút về Chattanooga còn quân miền Nam đuổi theo chiếm đóng các cao điểm xung quanh và vây hãm thành phố. Nhưng sau thất bại này quân miền Bắc không hề yếu thế mà thậm chí còn mạnh hơn trước. Dù đây là thắng lợi lớn nhất của quân đội miền Nam trên Mặt trận phía Tây,, thất bại của Bragg trong việc tiêu diệt quân miền Bắc sau thắng lợi ở Chickamauga đã khiến cho sĩ khí quân miền Nam bị sa sút. Không lâu sau thắng lợi, ông có nguy cơ bị huyền chức. Trận Chickamauga vào lịch sử như là trận đánh đẫm máu nhất trên Mặt trận miền Tây của cuộc chiến.